# Lét és idő
A Lét és idő (németül Sein und Zeit) Martin Heidegger német filozófus 1927-ben megjelent könyve. Heidegger legjelentősebb művének tartják, amely nagy hatással volt a 20. század több filozófiai irányzatára, így az egzisztencializmusra, a hermeneutikára és a dekonstrukcióra.

## Magyarul
- Lét és idő; előszó Fehér M. István, ford. Vajda Mihály et al., görög és latin szöveggond. Horváth Judit; Gondolat, Bp., 1989 (Gondolkodók) ISBN 963-389-609-6
- Lét és idő; ford. Vajda Mihály et al., görög és latin szöveggond. Horváth Judit; Osiris, Bp., 2003 (Sapientia humana)
- Lét és idő; ford. Vajda Mihály et al., görög és latin szöveggond. Horváth Judit; 2. jav. kiad.; Osiris, Bp., 2007 (Sapientia humana)